# Ex nihilo nihil fit
Ex nihilo nihil fit er latin og betyder: Intet kommer ud af ingenting. Det er et filosofisk begreb, der stammer fra græsk filosofi.